# D’Arrigo Kornél
D’Arrigo Kornél (Fiume, 1886. április 18. – Olaszország?, 1959 után) színész.

## Életútja
Atyja D’Arrigo Francesco Sciuto mérnök. Iskolai tanulmányait szülőhelyén, majd Firenzében és Budapesten végezte. Előbb a Ferenczy Károly-féle kabaré tagja volt, majd 1914 áprilisában a Népopera tagja lett. 1918-ban a miskolc-egri színházkerületnél működött, majd ugyanezen év augusztus 1-jén a Royal Orfeum tagja lett, onnan a Városi Színház szerződtette. 1921-ben a Trocadero Kabaréban szerepelt, 1922-től 1924-ig a Király Színházban játszott, 1923–24-ben a Várszínház foglalkoztatta. 1924-ben a Városi Színház tagja lett, 1926-ban Békéscsabán játszott, 1929-ben a Király Színházhoz került. 1930 és 1933 között a Fővárosi Operettszínház foglalkoztatta. Fellépett még 1921-ben, 1923-ban és 1927-ben a Budai Színkörben, 1932–33-ban a Royal Orfeumban, 1932-ben a Vígszínházban, 1936-ban a Kamara Színházban. 1928–29-ben megszerezte színigazgatói engedélyét, amely kizárólag olasz nyelvű előadásokra volt érvényes, azonban nem élt ezzel a lehetőséggel.
Élete végén Olaszországban élt, 1945-ben követségi titkár volt. Az 1950-es években Olaszország izraeli konzuljaként szolgált Haifában. 1959-ben kötött polgári házasságot fiatal izraeli feleségével, ekkor Rómában élt.
Magyar, német, francia, olasz és horvát nyelven beszélt.

## Fontosabb színházi szerepei
- Offenbach (Faragó Jenő: Offenbach)
- Szentgróthy (Lajtai Lajos: Mesék az írógépről)
- Gróf (Farkas Imre: A Gyurkovics-fiúk)
- Bambó (Fényes Szabolcs: Maya)
- Chamoix (Ábrahám Pál: Mese a Grand Hotelben)
- Ferenc császár (Három a tánc)
- Csontai Lőrinc (Szigeti József: Csókon szerzett vőlegény)
- Cavalierri Armentano (Uray Dezső–Kulinyi Ernő–Nagypál Béla: Asszonykám)
- Gróf Szergics (Gaál Andor: Biborruhás asszony)
- Calaccini (Levendula)
- Herceg (Jókai Mór: Fekete gyémántok)
- Békeffi István–Lajtai Lajos: A régi nyár

## Filmszerepei
- A nap lelke (1920)
- Vigyázz a csókra! (1922, szkeccs) – Tamás
- A síron túl (1923)
- A napkelet asszonya (1927, szkeccs)
- Link és Flink (1927, szkeccs)
- Naftalin (1928); A benaftalinozott szekrény titka (Heltai Jenő „Naftalin” című vígjátékának filmváltozata)[5]
- Csak egy kislány van a világon (1929)
- Asszonyszelidítő (1930)
- Iza néni (1933)